# Нужни са двама
„Нужни са двама“ (на английски: It Takes Two) е американска романтична комедия от 1995 г. на режисьора Анди Тенант по сценарий на Дебора Дийн Дейвис, с участието на Кърсти Али, Стийв Гутенберг, Мери-Кейт и Ашли Олсен. Заглавието е взето от едноименната песен на Марвин Гей и Ким Уестън, която звучи във финалните надписи. Филмът е вдъхновен от „Принцът и просякът“ на Марк Твен и „Двойната Лотхен“ на Ерих Кестнер.
Филмът е разпространен от „Уорнър Брос“ под етикета „Уорнър Брос Фемили Ентъртейнмънт“ и излиза по кината в Съединените щати на 17 ноември 1995 г.

## Актьорски състав
- Кърсти Али – Даян Бароус
- Стийв Гутенберг – Роджър Калауей
- Мери-Кейт Олсен – Аманда Ленън
- Ашли Олсен – Алиса Калауей, дъщеря на Роджърс
- Филип Боско – Винченцо
- Джейн Сибет – Клорис Кесингтън
- Ърни Грънуолд – Хари Бъткис
- Елън Рей-Хенеси – Фани Бъткис
- Дъв Тифенбах – Хари Бъткис-младши, син на Хари и Фани
- Мишел Грисъм – Кармен
- Дезмънд Робъртсън – Франки
- Тини Милис – Тайни
- Шанел Хенри – Пати
- Антъни Айело – Антъни
- Ла Тоня Борсай – Уанда
- Мишел Лонсдейл-Смит – Мишел
- Шон Ор – Джери
- Елизабет Уолш – Емили
- Майкъл Волънс – дете в син екип
- Пол О'Съливан – Бърнард Луфиер
- Лорънс Дейн – господин Кесингтън
- Джерард Паркс – отец на Свети Барт
- Джина Клейтън – Мъфи Билдърбърг
- Дъг О'Кийф – Крейг Билдърбърг
- Марк Хюсман – сервитьор на партито
- Мерилин Бойл – госпожица Ван Дайк
- Аник Обонсавин – Бренда Бъткис
- Остин Пул – Били Бъткис
- Андре Лорант – Боби Бъткис

## Награди и номинации
- Награда – Награда „Изборът на децата“ за най-любима филмова актриса (Мери-Кейт и Ашли Олсен)[2]
- Номинация – Nickelodeon Blimp Award за най-любима филмова актриса (Кърсти Али)
- Номинация – Награди „Млад артист“ за най-добро изпълнение на актриса под 10 години (Ашли Олсен)[3]
- Номинация – Награди „Млад артист“ за най-добро изпълнение на актриса под 10 години (Мери-Кейт Олсен)[3]

## В България
В България филмът излиза на видеокасета, разпространен от „Айпи Видео“ на 1 февруари 1999 г., преведен като „Нужни са най-малко двама“ с български дублаж. Екипът се състои от:
| Пост                | Име                                                          |
| ------------------- | ------------------------------------------------------------ |
| Преводач            | Венцислав Маринов                                            |
| Озвучаващи артисти  | Адриана Андреева Антония Драгова Кристиян Фоков Борис Чернев |
| Тонрежисьор         | Калин Маринов                                                |
| Режисьор на дублажа | Добромир Чочов                                               |

На 12 октомври 2002 г. се излъчва за първи път по „Евроком“ с втори дублаж, записан в „Доли Медия Студио“. Екипът се състои от:
| Пост                | Име                                                            |
| ------------------- | -------------------------------------------------------------- |
| Преводач            | Боряна Иванова                                                 |
| Озвучаващи артисти  | Ася Братанова Даниела Горанова Живка Донева Александър Воронов |
| Тонрежисьор         | Александър Стефанов                                            |
| Режисьор на дублажа | Добромир Чочов                                                 |

На 1 май 2010 г. се излъчва и по „Диема 2“ с трети дублаж на „Диема Вижън“, чието име не се споменава. Екипът се състои от:
| Пост                | Име                                                                                            |
| ------------------- | ---------------------------------------------------------------------------------------------- |
| Озвучаващи артисти  | Ани Василева Даниела Йорданова Христина Ибришимова Николай Николов Силви Стоицов Христо Узунов |
| Преводач            | Саша Добрева                                                                                   |
| Тонрежисьор         | Цветомир Цветков                                                                               |
| Режисьор на дублажа | Димитър Кръстев                                                                                |